# スプリンターセル コンヴィクション
スプリンターセル コンヴィクション（Splinter Cell Conviction）はスプリンターセルシリーズの第5作となるステルスアクションゲーム。フランスのユービーアイソフトから2010年4月に発売された。CEROレーティングはC（15歳以上）。PC版、Xbox 360版、iPhone版で発売されるが、日本ではXbox 360版が4月28日に、5月27日にiPhone/iPod touch版が発売された。

## あらすじ

### シングルモード
サム・フィッシャーは、アメリカ国家安全保障局内の秘密組織「サード・エシュロン」に所属する秘密工作員「スプリンターセル」の職を辞し、単独で娘サラの死亡原因を探る中、娘の死に関わる容疑者がマルタ島にいる事を突き止める。
マルタ島で娘の死の真相を知るというギャング、アンドリー・コビンを尋問していたその時、スプリンターセルの急襲を受け、アメリカ本土まで連行される。「サード・エシュロン」の現局長であるトーマス・ジェフリー・リードは、チーフ技術者のグリムことアンナ・グリムスドッティアに其の場でサムの殺害を命令する。リードが部屋から出て行ったのを確認したグリムはリードの陰謀を暴くよう頼み込むが、サムは応じようとしない。そこでグリムはサラが生きている事をほのめかす。グリムと別れたサムは、EMP兵器と民間軍事会社「ブラックアロー」の情報を得るべく、シールズ時代の仲間であるヴィクター・コステと連絡を取る。
その後、サムはコステから軍事研究開発機関「ホワイトボックス」の現況を聞き出し、侵入を試みる。傭兵達による虐殺から免れた科学者から、「DAPRAの依頼でEMP対策を研究していたが、ロバートソンという人物が来てから『ブラックアロー』が『ホワイトボックス』を占拠し実験データを全て破棄してしまった」という話を聞き、唯一データが残っているというロバートソンのコンピューターから実験データを得るべくオフィスへと向かう。
「ホワイトボックス」と「ブラックアロー」はどちらもルーシャス・ガリアードが買収しており、彼は副大統領の演説後にとリードが密会する予定だった。サムはグリムの依頼で2人の会話を盗聴した後、ガリアードを尋問する。ガリアードは彼等の背後に「メギド」という巨大な組織が暗躍している事を自白するが、口封じの為に暗殺されてしまう。また、犯人も逃走用に用意された車に仕掛けられた爆弾で死亡する。その直後、サムを始末するべく送り込まれた「サード・エシュロン」の部隊が周囲を包囲する。
古巣「サード・エシュロン」へ戻ってきたサムは、グリムから協力者のチャーリー・フライマンに会う様に指示を受ける。「サード・エシュロン」のメイン電源を破壊し、内部に侵入したサムはフライマンと合流し、グリムのオフィスで前局長ランバートの遺言を聞く。その中で、ランバートは「サラを人質に、サムを手駒として利用しようと企む裏切り者の目を欺く為に、グリムを通してコビンにサラに良く似た死体を捜させた」と述べ、サラの生存を明言する。全てを知ったサムは衝撃を受ける。その矢先、グリムから、ロシアから密輸されたEMP兵器の一つがサラの匿われているアパートの近くに設置されている事を伝えられる。サムは全ては破壊出来ないとしつつも、サラだけは救いたいと頼み込む。サムはサラをEMP兵器の脅威から守るべくミシガン通り貯水場へと向かう。救出した科学者から、EMP兵器の充電を行う発電機を同時に破壊する様に伝えられる。サムから指示を受けたコステは、ヘリで発電機を破壊する。そしてそのヘリには死んだと思われていた娘サラも乗っていた。父と娘は再会の喜びを噛みしめる。
ホワイトハウスへ向かう一行の眼前でEMP兵器が起動。コロンビア特別区は半壊状態となる。追い討ちをかけるかのように、サム達の乗るヘリに地対空ミサイルが発射され、ヘリは墜落。サラからグリムを助けるよう懇願され、サムは混乱するダウンタウンを「警備」という名目でホワイトハウスへの道を封鎖する「ブラック・アロー」と交戦しながらホワイトハウスへ向かう。そのホワイトハウスはEMP兵器によりあらゆる機能が停止させられており、「サード・エシュロン」と「スプリンターセル」に追いつめられていた。大統領はシークレットサービスによりオーバルオフィスに匿われているが、特殊部隊を相手にシークレットサービスは為すすべなく倒されてゆく。サムはグリムと大統領の安否の確認とリードの野望を阻止するべく、後輩たちと対峙する事となる。わざとグリムに捕らえられたサムは、オーバルオフィスで裏切り者であるリードと対面する。グリムの協力もあり、オフィス内の「スプリンターセル」を一掃。大統領は陸軍により無事に保護される。「誰もいない」とされるオフィス内にサム、グリム、リードの3人だけが残された。リードに対しサムは決断を下す。

### 協力モード
サム・フィッシャーがマルタ島へ渡る10日前、ロシア製EMP兵器が盗まれる事件が発生した。「サード・エシュロン」からスプリンターセル・アーチャーがロシアへ派遣され、ロシアの「サード・エシュロン」とも言うべき組織「ヴォロン」も秘密工作員ケストレルと落ち合う。「サード・エシュロン」の協力者であるコビンによれば、ロシア人マフィアのヴァレンティン・レソフスキーが軍とのパイプを利用して、兵器の密輸を牛耳ろうと企んでいる。アーチャーとケストレルの二人は運河から侵入し、レソフスキーとその腹心の部下であるボリス・シチェフを暗殺し、レソフスキーの連絡先リストを手に入れてロシア軍内部の協力者を割り出す事を指示される。
レソフスキーの連絡先リストから、組織の窓口は元ロシア連邦軍参謀本部情報総局の大佐レオニード・ビュホフら複数人が関わっている事が判明した。 ビュホフは祝賀行事に出席する使節団に同行し、アゼルバイジャンのロシア大使館に着任予定となっている。
ビュホフから大量破壊兵器の扱いを聞きだすべくロシア大使館に潜入した二人は、取引が破談になり大量破壊兵器が処分される前に、ビュホフの手下から大量破壊兵器を確保する。しかし確保したのは大量破壊兵器ではなく「JDAMブロック2」という次世代のスマート爆弾誘導システムであった。その後2人はビュホフ本人から組織の首謀者であるケルツァコフ少将の存在と居場所を聞き出した後、その場を後にする。
敵の組織の正体が、赤の広場の地下に拠点を持つ「ヤストレブ・ネットワーク」であることを知った2人は、「JDAMブロック2」のシリアルナンバーを手がかりに調査した結果、残る装置はイラン人に売却された事、その運び出しが間もなく行われる事を知る。2人は表向きの任務として「ヤストレブ・ネットワーク」内にある残りの「JDAMブロック2」の破壊を見つけて破壊する事を言い渡される。更なる調査で大量破壊兵器はEMP弾頭である事が判明する。2人は「ヤストレブ・ネットワーク」のデータネットワークを調べ、ブラックマーケットへのEMP弾頭の流出を何としても阻止する、非公式の任務も同時に遂行する事となる。潜入した二人はデータネットワークからEMP弾頭のデータを収集後、特別保管庫に向かい「JDAMブロック2」の無力化を行う。しかしケルツァコフは施設を自爆するように指示。兵器庫での激戦の末、2人はタレットとケルツァコフを始末する。EMP弾頭の保管先も判明するが、「ヤストレブ・ネットワーク」の残党が既にEMP弾頭の買い手を見つけており、輸送機に積み込んでいた。2人は対空防衛網を阻止する為のモズドク試験場の通信センターの破壊、及びコビンとその部下が既に押えてある「ヤストレブ・ネットワーク」の輸送機で脱出する事を言い渡される。
通信設備を破壊した矢先、コビンから4発あるはずの弾頭が3発しかないと連絡が入る。そこへリードから、残る1発は実験場に残されていると連絡が入り、二人は最後の弾頭を運び込む為に実験場から搬送システムセレクションへ移動させ、輸送機への積み込みを完了させる。そこへ、敵の増援とタレットを装備した装甲車が妨害してきたため、2人は施設にポータブルEMPを仕掛けて何とか脱出する。任務を終え、ほっと一息ついたのもつかの間、双方の組織から相棒を始末するよう命じられる。

## 登場人物
カッコ内は日本語版の吹き替え
サム・フィッシャー
声：玄田哲章
このシリーズの主人公。
かつてはアメリカ国家安全保障局内の秘密組織「サード・エシュロン」に所属していた秘密工作員「スプリンターセル」。
現在は組織を離れ、娘サラの死の真相を探るべく単独で行動している。
サラ・フィッシャー
声：白石涼子
サムの娘。
ヴィクター・コステ
声：若本規夫
サムの親友であり、元海軍特殊部隊「シールズ」に所属。20年前の湾岸戦争では、部隊長であったサムを単身救出している。
現在はセキュリティコンサルティング会社を設立。サムからは「兄弟」と呼ばれている。
トーマス・ジェフリー・リード
声：小山力也
アーヴィン・ランバート亡き後の「サード・エシュロン」現局長。
「サード・エシュロン」局長でありながら、ある目的の為にルーシャス・ガリアードの民間軍事会社「ブラックアロー」を借り受けているなど不審な行動が目立つ。
アンナ・グリムスドッティア
声：田中敦子
「サード・エシュロン」のチーフ技術者で、通称「グリム」。
アーヴィン・ランバートによって「サード・エシュロン」にスカウトされた。彼の死後、彼から託された重要なメッセージを受け取っており、組織の裏切り者の捜索及び、サムに復職するよう呼びかける。
アンドリー・コビン
声：江川央生
マルタ島を根城にするギャング。以前はケチなギャングに過ぎなかったが、「サード・エシュロン」と協定を結んだことで羽振りが良くなる。
サムの娘・サラの死に関わる容疑者でもある。
ルーシャス・ガリアード
声：小形満
アメリカ人実業家。22か月前に攻撃的な投資を始め、民間軍事会社「ブラックアロー」と軍事研究開発機関「ホワイトボックス」を含む複数の企業を買収、今はそれらのオーナーに君臨している。
リードとは共通の組織で繋がっており、「ブラックアロー」の貸し出し等を行っている。
エージェント・アーチャー
声：河本邦弘
ハーバード大学で経済学を修めた後、情報分析官としてアメリカ国家安全保障局に奉職。
極めて優秀な分析官として多くの実績を挙げた後「サード・エシュロン」へスカウトされる。
エージェント・ケストレル
声：三宅健太
ロシアの特殊部隊「ヴォロン」のエージェント。
チェチェンの首都グロズヌイで捕虜になり、凄絶な拷問を受けた後スペツナズに救出された過去を持つ。その後、提出した報告書がロシア対外情報庁士官の目にとまり、「ヴォロン」へ加わった。
幼い頃に両親を亡くして18歳で軍に徴兵されるまで荒れた生活を送っていた。右腕に今もある刺青はその頃の名残である。

## ゲームシステム
ステルスを重視したアクションゲームだが、今回は新システムの導入と過去の作品にあったシステムの排除により、戦略的かつスピーディーなアクションに仕上がっている。下記のものは今回から導入された新システム。
ラスト・ノウン・ポジション
敵が最後にプレイヤーを目視した場所にゴーストが表示される。敵はゴーストの位置に向かって攻撃或いは近付いてくるので、その間に別の場所に移動したり、敵の背後を取るなどの戦略的な行動を取れる。
マーク＆アクション
格闘戦で敵を倒すとマーク＆アクションの発動が可能となり、装備している銃によるが最大4つまでマーク可能。
マーカーが白の場合は発生しないが赤の時にはアクション可能となり、敵やオブジェクトを銃の攻撃力無視で倒したり破壊できる。またマークを敵に付けることで、敵の現在地を把握するのにも役立つ。後にゴーストリコン フューチャーソルジャーでシンクショットという似たシステムが採用された。
ソーシャルステルス（シングルモードのみ）
同社のアサシンクリードシリーズからの導入。群集の中に身を隠す事ができ、サムの行動が周囲の人々に影響を及ぼすのだが、ごく一部のステージしか群集がいない為あまり活かされていない。それでも銃を抜いたり、尋問を暗がりで行わないと群衆がパニックに陥り敵に見つかったり、ゲームオーバーになる等の要素を持っている。
ビジュアルメッセージ
次の目標やストーリーの推移などを知らせる情報が、壁などにメッセージや映像で表示される。基本的に英語表記になるが、ポーズを押すことによって日本語表記が出る為困る事は無い。
（また日本語版のみ、日本人にもわかりやすいように英文が少々変更されている）
アーチ
気づいていない敵の視界に入った時に敵の方向と発覚までの時間をアーチ上のメーターで表示する。発覚するとメーターが白色から赤色に変わる。後にFar Cry 3で探知メーターとして採用された。